# Liste der Einträge im National Register of Historic Places im Vanderburgh County

Lage des Vanderburgh County in Indiana

Die Liste der Einträge im National Register of Historic Places im Vanderburgh County in Indiana führt die Bauwerke und historischen Stätten im Vanderburgh County auf, die in das National Register of Historic Places aufgenommen wurden.

## Legende
| NRHP | Historic Place             |
| HD   | Historic District          |
| NHL  | National Historic Landmark |

## Aktuelle Einträge
| [ 2 ] | Name                                                   | Bild                                                   | Eintragsdatum        | Lage | Ort             | Beschreibung                     |
| ----- | ------------------------------------------------------ | ------------------------------------------------------ | -------------------- | --- | --------------- | -------------------------------- |
| 1     | Albion Flats                                           | Albion Flats                                           | 1982 ID-Nr. 82000093 | 701 Court Street 37° 58′ 33″ N, 87° 34′ 10″ W | Evansville      |                                  |
| 2     | Alhambra Theatorium                                    | Alhambra Theatorium                                    | 1979 ID-Nr. 79000047 | 50 Adams Avenue 37° 57′ 44″ N, 87° 33′ 57″ W | Evansville      |                                  |
| 3     | American Trust and Savings Bank (Indiana Bank)         | American Trust and Savings Bank (Indiana Bank)         | 1982 ID-Nr. 82000094 | 524-530 Main Street 37° 58′ 21″ N, 87° 34′ 9″ W | Evansville      |                                  |
| 4     | Angel Mounds                                           | Angel Mounds                                           | 1966 ID-Nr. 66000124 | 13 km südöstlich von Evansville 37° 56′ 31″ N, 87° 27′ 35″ W | Knight Township | Reicht bis in das Warrick County |
| 5     | Auto Hotel Building                                    | Auto Hotel Building                                    | 1984 ID-Nr. 84001673 | 111-115 Southeast 3rd Street 37° 58′ 11″ N, 87° 34′ 16″ W | Evansville      |                                  |
| 6     | Barrett’s Britz Building                               | Barrett’s Britz Building                               | 1984 ID-Nr. 84001679 | 415 Main Street 37° 58′ 18″ N, 87° 34′ 14″ W | Evansville      |                                  |
| 7     | Bayard Park Historic District                          | Bayard Park Historic District                          | 1985 ID-Nr. 85001373 | Abgegrenzt durch Gum Street, Kentucky Street, Blackford Street und Garvin Street 37° 57′ 56″ N, 87° 33′ 6″ W                                                                            | Evansville      |                                  |
| 8     | William Bedford Sr. House                              | William Bedford Sr. House                              | 1978 ID-Nr. 78000056 | 838 Washington Avenue 37° 57′ 49″ N, 87° 33′ 3″ W | Evansville      |                                  |
| 9     | Bernardin-Johnson House                                | Bernardin-Johnson House                                | 1989 ID-Nr. 89000238 | 17 Johnson Pl. 37° 58′ 15″ N, 87° 31′ 24″ W | Evansville      |                                  |
| 10    | Bitterman Building                                     | Bitterman Building                                     | 1980 ID-Nr. 80000068 | 202-204 Main Street 37° 58′ 14,5″ N, 87° 34′ 23,5″ W | Evansville      |                                  |
| 11    | Glenn A. Black House                                   | Glenn A. Black House                                   | 2011 ID-Nr. 11000660 | 8215 Pollack Avenue 37° 56′ 51″ N, 87° 27′ 10″ W | Knight Township |                                  |
| 12    | John W. Boehne House                                   | John W. Boehne House                                   | 1983 ID-Nr. 83000105 | 1119 Lincoln Avenue 37° 58′ 10″ N, 87° 32′ 42″ W | Evansville      |                                  |
| 13    | Building at 223 Main Street                            | Building at 223 Main Street                            | 1982 ID-Nr. 82000083 | 223 Main Street 37° 58′ 14,8″ N, 87° 34′ 20,6″ W | Evansville      |                                  |
| 14    | Busse House                                            | Busse House                                            | 1982 ID-Nr. 82000084 | 120 Southeast 1st Street 37° 58′ 7″ N, 87° 34′ 23″ W | Evansville      |                                  |
| 15    | Cadick Apartments (Plaza Building)                     | Cadick Apartments (Plaza Building)                     | 1982 ID-Nr. 82000085 | 118 Southeast 1st Street 37° 58′ 7,5″ N, 87° 34′ 23″ W | Evansville      |                                  |
| 16    | Willard Carpenter House                                | Willard Carpenter House                                | 1978 ID-Nr. 78000057 | 405 Carpenter Street 37° 58′ 30″ N, 87° 34′ 32″ W | Evansville      |                                  |
| 17    | Central Library                                        | Central Library                                        | 1982 ID-Nr. 82000086 | 22 Southeast 5th Street 37° 58′ 17″ N, 87° 34′ 9″ W | Evansville      |                                  |
| 18    | Citizens National Bank                                 | Citizens National Bank                                 | 1982 ID-Nr. 82000087 | 329 Main Street 37° 58′ 17″ N, 87° 34′ 17″ W | Evansville      | Jetzt Hilliard-Lyons Building    |
| 19    | Conner’s Bookstore                                     | Conner’s Bookstore                                     | 1984 ID-Nr. 84001684 | 611-613 Main Street 37° 58′ 23″ N, 87° 34′ 7″ W | Evansville      |                                  |
| 20    | Court Building (Furniture Building)                    | Court Building (Furniture Building)                    | 1982 ID-Nr. 82000088 | 123-125 Northwest 4th Street 37° 58′ 24″ N, 87° 34′ 20″ W | Evansville      |                                  |
| 21    | Culver Historic District                               | Culver Historic District                               | 1984 ID-Nr. 84001691 | Abgegrenzt durch Madison Avenue, Riverside Drive, Emmett Street und Venice Street 37° 57′ 31″ N, 87° 33′ 52″ W                                                                          | Evansville      |                                  |
| 22    | Eagles Home                                            | Eagles Home                                            | 1982 ID-Nr. 82000090 | 221 Northwest 5th Street 37° 58′ 28″ N, 87° 34′ 18″ W | Evansville      |                                  |
| 23    | Evansville Brewing Company                             | Evansville Brewing Company                             | 1982 ID-Nr. 82000091 | 401 Northwest 4th Street 37° 58′ 32″ N, 87° 34′ 24″ W | Evansville      |                                  |
| 24    | Evansville College                                     | Evansville College                                     | 1983 ID-Nr. 83000106 | 1800 Lincoln Avenue 37° 58′ 17″ N, 87° 31′ 54″ W | Evansville      |                                  |
| 25    | Evansville Journal News                                | Evansville Journal News                                | 1982 ID-Nr. 82000092 | 7-11 Northwest 5th Street 37° 58′ 22″ N, 87° 34′ 13″ W | Evansville      |                                  |
| 26    | Evansville Municipal Market                            | Evansville Municipal Market                            | 1983 ID-Nr. 83003771 | 813 Pennsylvania Street 37° 58′ 41″ N, 87° 34′ 33″ W | Evansville      |                                  |
| 27    | Evansville Post Office                                 | Evansville Post Office                                 | 1971 ID-Nr. 71000010 | 100 Northwest 2nd Street 37° 58′ 17″ N, 87° 34′ 17″ W | Evansville      |                                  |
| 28    | Fellwock Garage                                        | Fellwock Garage                                        | 1984 ID-Nr. 84001701 | 315 Court Street 37° 58′ 25″ N, 87° 34′ 24″ W | Evansville      |                                  |
| 29    | Firestone Tire and Rubber Store                        | Firestone Tire and Rubber Store                        | 1984 ID-Nr. 84001702 | 900 Main Street 37° 58′ 30″ N, 87° 33′ 57,5″ W | Evansville      |                                  |
| 30    | Former Vanderburgh County Sheriff’s Residence          | Former Vanderburgh County Sheriff’s Residence          | 1970 ID-Nr. 70000009 | 4th Street zwischen Vine Street und Court Street 37° 58′ 24,5″ N, 87° 34′ 22″ W | Evansville      |                                  |
| 31    | Garvin Park                                            | Garvin Park                                            | 1980 ID-Nr. 80000069 | North Main Street Ecke Morgan Avenue 37° 59′ 43″ N, 87° 33′ 50″ W | Evansville      |                                  |
| 32    | Fred Geiger and Sons National Biscuit Company          | Fred Geiger and Sons National Biscuit Company          | 1982 ID-Nr. 82000096 | 401 Northwest 2nd Street 37° 58′ 26″ N, 87° 34′ 33″ W | Evansville      |                                  |
| 33    | Gemcraft-Wittmer Building                              | Gemcraft-Wittmer Building                              | 1984 ID-Nr. 84001704 | 609 Main Street 37° 58′ 22″ N, 87° 34′ 7″ W | Evansville      |                                  |
| 34    | General Cigar Company                                  | General Cigar Company                                  | 2000 ID-Nr. 00000212 | 223 Northwest 2nd Street 37° 58′ 22″ N, 87° 34′ 30″ W | Evansville      |                                  |
| 35    | German Bank                                            | German Bank                                            | 1982 ID-Nr. 82000097 | 301-303 Main Street 37° 58′ 15″ N, 87° 34′ 19″ W | Evansville      |                                  |
| 36    | Greyhound Bus Terminal                                 | Greyhound Bus Terminal                                 | 1979 ID-Nr. 79000048 | 102 Northwest 3rd Street 37° 58′ 19″ N, 87° 34′ 24″ W | Evansville      |                                  |
| 37    | Harding and Miller Music Company                       | Harding and Miller Music Company                       | 1982 ID-Nr. 82000098 | 518-520 Main Street 37° 58′ 21,3″ N, 87° 34′ 10″ W | Evansville      |                                  |
| 38    | Michael D. Helfrich House                              | Michael D. Helfrich House                              | 1984 ID-Nr. 84001710 | 700 Helfrich Lane 37° 59′ 5″ N, 87° 36′ 23″ W | Evansville      |                                  |
| 39    | Hooker-Ensle-Pierce House                              | Hooker-Ensle-Pierce House                              | 1977 ID-Nr. 77000022 | 6531 Oak Hill Road, nördlich von Evansville 38° 2′ 13″ N, 87° 30′ 32″ W | Center Township |                                  |
| 40    | Hose House No. 10                                      | Hose House No. 10                                      | 1982 ID-Nr. 82000099 | 119 East Columbia Street 37° 59′ 4″ N, 87° 33′ 41″ W | Evansville      |                                  |
| 41    | Hose House No. 12                                      | Hose House No. 12                                      | 1982 ID-Nr. 82000100 | 1409 1st Avenue 37° 59′ 28″ N, 87° 34′ 27″ W | Evansville      |                                  |
| 42    | Huber Motor Sales Building                             | Huber Motor Sales Building                             | 1984 ID-Nr. 84001715 | 215-219 Southeast 4th Street 37° 58′ 10″ N, 87° 34′ 10″ W | Evansville      |                                  |
| 43    | Edgar A. Igleheart House                               | Edgar A. Igleheart House                               | 1990 ID-Nr. 90001930 | 5500 Lincoln Avenue 37° 58′ 13″ N, 87° 29′ 1″ W | Evansville      |                                  |
| 44    | Independence Historic District                         | Independence Historic District                         | 1982 ID-Nr. 82000102 | W. Franklin Street Ecke Wabash Avenue 37° 58′ 52″ N, 87° 35′ 46″ W | Evansville      |                                  |
| 45    | Indiana Bell Building                                  | Indiana Bell Building                                  | 1982 ID-Nr. 82000103 | 129-133 Northwest 5th Street 37° 58′ 25″ N, 87° 34′ 16″ W | Evansville      |                                  |
| 46    | Ingle Terrace                                          | Ingle Terrace                                          | 1982 ID-Nr. 82000104 | 609-619 Ingle Street 37° 58′ 34″ N, 87° 34′ 17″ W | Evansville      |                                  |
| 47    | Koester/Patburg House                                  | Koester/Patburg House                                  | 1983 ID-Nr. 83000151 | 504 Herndon Drivr 37° 59′ 49″ N, 87° 33′ 25″ W | Evansville      |                                  |
| 48    | Kuebler-Artes Building                                 | Kuebler-Artes Building                                 | 1984 ID-Nr. 84002895 | 327 Main Street 37° 58′ 16,8″ N, 87° 34′ 16,4″ W | Evansville      |                                  |
| 49    | August Kuehn House                                     | August Kuehn House                                     | 1982 ID-Nr. 82000105 | 608-610 Ingel Street 37° 58′ 35″ N, 87° 34′ 18″ W | Evansville      |                                  |
| 50    | Charles Leich and Company                              | Charles Leich and Company                              | 1982 ID-Nr. 82000106 | 420 Northwest 5th Street 37° 58′ 34″ N, 87° 34′ 25″ W | Evansville      |                                  |
| 51    | Liberty Baptist Church                                 | Liberty Baptist Church                                 | 1978 ID-Nr. 78000058 | 701 Oak Street 37° 58′ 8″ N, 87° 33′ 51″ W | Evansville      |                                  |
| 52    | Lincolnshire Historic District                         | Lincolnshire Historic District                         | 1989 ID-Nr. 89001426 | Abgegrenzt durch Lincoln Street, Bennighof Street, Bellemeade Street, Lodge Street, Washington Street, Harlan Street, E. Chandler Street und College Street 37° 58′ 1″ N, 87° 32′ 24″ W | Evansville      |                                  |
| 53    | Lockyear College                                       | Lockyear College                                       | 1984 ID-Nr. 84001729 | 209 Northwest 5th Street 37° 58′ 27″ N, 87° 34′ 17″ W | Evansville      |                                  |
| 54    | Peter Augustus Maier House                             | Peter Augustus Maier House                             | 1982 ID-Nr. 82000107 | 707 South 6th Street 37° 57′ 59″ N, 87° 33′ 50″ W | Evansville      |                                  |
| 55    | Masonic Temple                                         | Masonic Temple                                         | 1982 ID-Nr. 82000108 | 301 Chestnut Street 37° 58′ 7″ N, 87° 34′ 11″ W | Evansville      |                                  |
| 56    | McCurdy Building (Sears, Roebuck and Company Building) | McCurdy Building (Sears, Roebuck and Company Building) | 1979 ID-Nr. 79000050 | 101 Northwest 4th Street 37° 58′ 22″ N, 87° 34′ 19″ W | Evansville      |                                  |
| 57    | McCurdy Hotel                                          | McCurdy Hotel                                          | 1982 ID-Nr. 82000109 | 101-111 Southeast 1st Street 37° 58′ 8″ N, 87° 34′ 25″ W | Evansville      |                                  |
| 58    | McJohnston Chapel and Cemetery                         | McJohnston Chapel and Cemetery                         | 1979 ID-Nr. 79000051 | Kansas Road Ecke Erskine Lane in McCutchanville 38° 3′ 51″ N, 87° 31′ 23″ W | Center Township |                                  |
| 59    | Mead Johnson River-Rail-Truck Terminal and Warehouse   | Mead Johnson River-Rail-Truck Terminal and Warehouse   | 1984 ID-Nr. 84000495 | 1830 West Ohio Street 37° 58′ 35″ N, 87° 35′ 31″ W | Evansville      |                                  |
| 60    | Montgomery Ward Building                               | Montgomery Ward Building                               | 1982 ID-Nr. 82000110 | 517 Main Street 37° 58′ 19″ N, 87° 34′ 10″ W | Evansville      |                                  |
| 61    | Morris Plan (Central Union Bank)                       | Morris Plan (Central Union Bank)                       | 1982 ID-Nr. 82000111 | 20 Northwest 4th Street 37° 58′ 20″ N, 87° 34′ 19″ W | Evansville      |                                  |
| 62    | National City Bank                                     | National City Bank                                     | 1982 ID-Nr. 82000112 | 227 Main Street 37° 58′ 15″ N, 87° 34′ 20″ W | Evansville      |                                  |
| 63    | M.G. Newman Building                                   | M.G. Newman Building                                   | 1982 ID-Nr. 82000113 | 211-213 Southeast 4th Street 37° 58′ 10″ N, 87° 34′ 10,5″ W | Evansville      |                                  |
| 64    | O’Donnell Building                                     | O’Donnell Building                                     | 1982 ID-Nr. 82000115 | 22 Northwest 6th Street 37° 58′ 24″ N, 87° 34′ 10,5″ W | Evansville      |                                  |
| 65    | Oak Hill Cemetery                                      | Oak Hill Cemetery                                      | 2004 ID-Nr. 04000205 | 1400 East Virginia Street 37° 59′ 17″ N, 87° 32′ 14″ W | Evansville      |                                  |
| 66    | Ohio Street Bridge                                     | Ohio Street Bridge                                     | 1998 ID-Nr. 98001523 | Brücke der Ohio Street über den Pigeon Creek 37° 58′ 34″ N, 87° 35′ 16″ W | Evansville      |                                  |
| 67    | Old Bittermann Building                                | Old Bittermann Building                                | 1980 ID-Nr. 80000070 | 200 Main Street 37° 58′ 14″ N, 87° 34′ 23″ W | Evansville      |                                  |
| 68    | Old Fellwock Auto Company                              | Old Fellwock Auto Company                              | 1984 ID-Nr. 84001735 | 214 Northwest 4th Street 37° 58′ 25″ N, 87° 34′ 23″ W | Evansville      |                                  |
| 69    | Old Vanderburgh County Courthouse                      | Old Vanderburgh County Courthouse                      | 1970 ID-Nr. 70000010 | Abgegrenzt durch Vine Street, 4th Street, Court Street und 5th Street 37° 58′ 26″ N, 87° 34′ 20″ W                                                                                      | Evansville      |                                  |
| 70    | Orr Iron Company                                       | Orr Iron Company                                       | 1982 ID-Nr. 82000116 | 1100 Pennsylvania Street 37° 58′ 37″ N, 87° 34′ 51″ W | Evansville      |                                  |
| 71    | Parson and Scoville Building                           | Parson and Scoville Building                           | 1982 ID-Nr. 82000117 | 915 Main Street 37° 58′ 30″ N, 87° 33′ 53″ W | Evansville      |                                  |
| 72    | Pearl Steam Laundry                                    | Pearl Steam Laundry                                    | 1984 ID-Nr. 84001738 | 428 Market Street 37° 58′ 31″ N, 87° 34′ 30″ W | Evansville      |                                  |
| 73    | L. Puster and Company Furniture Manufactory            | L. Puster and Company Furniture Manufactory            | 1982 ID-Nr. 82000118 | 326 Northwest 6th Street 37° 58′ 33″ N, 87° 34′ 18″ W | Evansville      |                                  |
| 74    | John Augustus Reitz House                              | John Augustus Reitz House                              | 1973 ID-Nr. 73000047 | 224 Southeast 1st Street 37° 58′ 4″ N, 87° 34′ 20″ W | Evansville      |                                  |
| 75    | Ridgway Building                                       | Ridgway Building                                       | 1980 ID-Nr. 80000071 | 313-315 Main Street 37° 58′ 16″ N, 87° 34′ 18″ W | Evansville      |                                  |
| 76    | Riverside Historic District                            | Riverside Historic District                            | 1978 ID-Nr. 78000059 | Abgegrenzt durch Southlane Drive, Walnut Street, 3rd Street und Parrett Street 37° 57′ 50″ N, 87° 34′ 10″ W                                                                             | Evansville      |                                  |
| 77    | John H. Roelker House                                  | John H. Roelker House                                  | 1984 ID-Nr. 84001741 | 555 Sycamore Street 37° 58′ 24″ N, 87° 34′ 11″ W | Evansville      |                                  |
| 78    | Rose Terrace                                           | Rose Terrace                                           | 1982 ID-Nr. 82000120 | 301-313 Northwest 7th Street 37° 58′ 34″ N, 87° 34′ 12″ W | Evansville      |                                  |
| 79    | St. John’s Evangelical Protestant Church               | St. John’s Evangelical Protestant Church               | 1982 ID-Nr. 82000123 | 314 Market Street 37° 58′ 28″ N, 87° 34′ 28″ W | Evansville      |                                  |
| 80    | Salem’s Baptist Church                                 | Salem’s Baptist Church                                 | 1982 ID-Nr. 82000121 | 728 Court Street 37° 58′ 35″ N, 87° 34′ 9″ W | Evansville      |                                  |
| 81    | Michael Schaeffer House                                | Michael Schaeffer House                                | 1982 ID-Nr. 82001854 | 118 East Chandler Street 37° 57′ 58″ N, 87° 33′ 47″ W | Evansville      |                                  |
| 82    | Siegel’s Department Store                              | Siegel’s Department Store                              | 1982 ID-Nr. 82000122 | 101-105 Southeast 4th Street 37° 58′ 14″ N, 87° 34′ 14″ W | Evansville      |                                  |
| 83    | Robert Smith Mortuary                                  | Robert Smith Mortuary                                  | 1980 ID-Nr. 80000072 | 118-120 Walnut Street 37° 58′ 8″ N, 87° 34′ 20″ W | Evansville      |                                  |
| 84    | Soldiers and Sailors Memorial Coliseum                 | Soldiers and Sailors Memorial Coliseum                 | 1979 ID-Nr. 79000052 | 350 Court Street 37° 58′ 27″ N, 87° 34′ 24″ W | Evansville      |                                  |
| 85    | Sunset Park Pavilion                                   | Sunset Park Pavilion                                   | 1992 ID-Nr. 92000673 | 411 Southeast Riverside Drive im Sunset Park 37° 57′ 57″ N, 87° 34′ 26″ W | Evansville      |                                  |
| 86    | Charles Sweeton House                                  | Charles Sweeton House                                  | 2005 ID-Nr. 05000196 | 8700 Old State Road, nördlich von Evansville 38° 3′ 30″ N, 87° 33′ 42″ W | Center Township |                                  |
| 87    | USS LST 325 (tank landing ship)                        | USS LST 325 (tank landing ship)                        | 2009 ID-Nr. 09000434 | 840 LST Drive, südlich von Evansville 37° 57′ 11″ N, 87° 34′ 36″ W | Pigeon Township |                                  |
| 88    | Van Cleave Flats                                       | Van Cleave Flats                                       | 1982 ID-Nr. 82000125 | 704-708 Court Street 37° 58′ 33,5″ N, 87° 34′ 11″ W | Evansville      |                                  |
| 89    | Victory Theater and Hotel Sonntag                      | Victory Theater and Hotel Sonntag                      | 1982 ID-Nr. 82000124 | 600-614 Main Street 37° 58′ 22″ N, 87° 34′ 8″ W | Evansville      |                                  |
| 90    | Washington Avenue Historic District                    | Washington Avenue Historic District                    | 1980 ID-Nr. 80000073 | Abgegrenzt durch Madison Avenue, Grand Avenue, East Gum Street und Parret Street 37° 57′ 51″ N, 87° 33′ 27″ W                                                                           | Evansville      |                                  |
| 91    | Willard Library                                        | Willard Library                                        | 1972 ID-Nr. 72000014 | 21 1st Avenue 37° 58′ 42″ N, 87° 34′ 27″ W | Evansville      |                                  |
| 92    | YMCA                                                   | YMCA                                                   | 1982 ID-Nr. 82000128 | 203 Northwest 5th Street 37° 58′ 27″ N, 87° 34′ 17″ W | Evansville      |                                  |
| 93    | YWCA                                                   | YWCA                                                   | 1982 ID-Nr. 82001853 | 118 Vine Street 37° 58′ 20″ N, 87° 34′ 31″ W | Evansville      |                                  |
| 94    | Zion Evangelical Church                                | Zion Evangelical Church                                | 1982 ID-Nr. 82000129 | 415 Northwest 5th Street 37° 58′ 34″ N, 87° 34′ 23″ W | Evansville      |                                  |

## Frühere Einträge
| [ 2 ] | Name                        | Bild | Eintragsdatum        | Lage                                                              | Ort        | Beschreibung                                                                                                |
| ----- | --------------------------- | ---- | -------------------- | ----------------------------------------------------------------- | ---------- | --- |
| 1     | Hillary Bacon Store         |      | 1982 ID-Nr. 82000095 | 527 Main Street 37° 58′ 41,2″ N, 87° 34′ 8,8″ W                   | Evansville | 1990 abgebrannt Teil der Evansville Downtown Multiple Property Submission, 1993 aus dem Register gestrichen |
| 2     | Buckingham Apartments       |      | 1982 ID-Nr. 82000082 | 314-316 Southeast 3rd Street 37° 58′ 3″ N, 87° 34′ 9,8″ W         | Evansville | Teil der Evansville Downtown Multiple Property Submission, 2011 aus dem Register gestrichen                 |
| 3     | Daescher Building           |      | 1982 ID-Nr. 82000089 | 12 & 12 1/2 Southeast 2nd Street 37° 58′ 13,6″ N, 87° 34′ 23,8″ W | Evansville | Teil der Evansville Downtown Multiple Property Submission, 1995 aus dem Register gestrichen                 |
| 4     | Andrew Hutchinson House     |      | 1982 ID-Nr. 82000101 | 410 Fulton Avenue 37° 58′ 13,6″ N, 87° 34′ 23,8″ W                | Evansville | Teil der Evansville Downtown Multiple Property Submission, 1991 aus dem Register gestrichen                 |
| 5     | Old Hose House No. 4        |      | 1982 ID-Nr. 82001856 | 623 Ingle Street 37° 58′ 35″ N, 87° 34′ 16″ W                     | Evansville | Teil der Evansville Downtown Multiple Property Submission, 2011 aus dem Register gestrichen                 |
| 6     | Skora Building              |      | 1982 ID-Nr. 82001855 | 101-103 NW. 2nd St. 37° 58′ 18,1″ N, 87° 34′ 26″ W                | Evansville | Teil der Evansville Downtown Multiple Property Submission, 2009 aus dem Register gestrichen                 |
| 7     | Wabash Valley Motor Company |      | 1982 ID-Nr. 82000126 | 206-208 Southeast 8th Street 37° 58′ 18,8″ N, 87° 33′ 54″ W       | Evansville | Teil der Evansville Downtown Multiple Property Submission, 2011 aus dem Register gestrichen                 |